# Manassé Enza-Yamissi
Manassé Ruben Enza-Yamissi (ur. 29 września 1989 w Bangi) – środkowoafrykański piłkarz występujący na pozycji obrońcy. Zawodnik klubu Concordia Chiajna. Brat Eloge Enza-Yamissiego, także piłkarza.

## Kariera klubowa
Enza-Yamissi karierę rozpoczynał w 2008 roku we francuskim zespole Nîmes Olympique z Ligue 2. Zadebiutował tam 10 października 2008 roku w zremisowanym 1:1 pojedynku z Amiens SC. Przez rok w barwach Nîmes rozegrał 8 spotkań. W 2009 roku odszedł do rezerw klubu FC Sochaux-Montbéliard. Spędził w nich rok. W 2010 roku przeszedł do Amiens SC z Championnat National. W 2011 roku awansował z nim do Ligue 2.

## Kariera reprezentacyjna
W reprezentacji Republiki Środkowoafrykańskiej Enza-Yamissi zadebiutował w 2011 roku.